# پلیوسن‌اسب
پلیوسن‌اسب (نام علمی: Pliohippus) نام یک سرده از تیره اسبان است.
پلیوسن‌اسب نوعی اسب ابتداییِ یک‌انگشتی بود که هنوز ردی از دو انگشت جانبی کنار سمش دیده می‌شد. پلیوسن‌اسب یکی از نخستین اسب‌هایی بود که روی پاهایی یک‌انگشتی راه می‌رفتند. گرچه اسب‌های امروزی هم چنین پاهایی دارند، از تبار پلیوسن‌اسب پدید نیامده‌اند. این جانور تقریباً هم‌اندازه‌ی گورخر و از بیشتر گونه‌های اسب‌های امروزی کمی کوچک‌تر بود.
سال‌های سال، پلیوسن‌اسب را نیای ستوران می‌دانستند، اما پلیوسن‌اسب فرورفتگی‌هایی عمیق در منطقه‌ی صورت داشت و دندان‌هایش هم بیشتر خمیده بودند، در حالی که دندان‌های ستوران صافند. اکنون دانشمندان ستوران را نوادگان سهمگین‌اسب می‌دانند و می‌گویند پلیوسن‌اسب هم‌تبار اسب‌هایی مثل کالیپوس و اختراسب است.